# Jaakko Niemelä

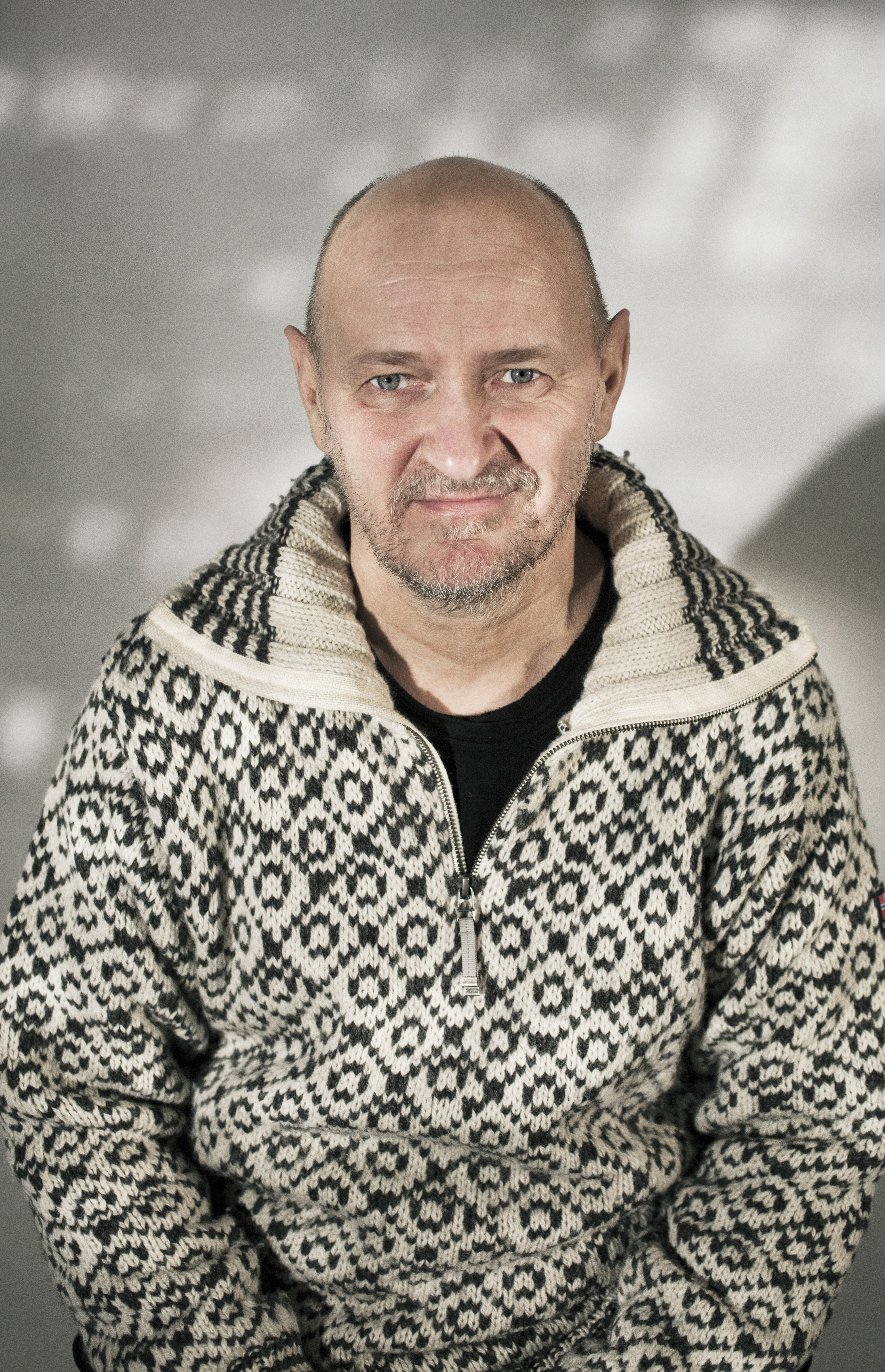
Jaakko Niemelä.

Jaakko Erkki Sakari Niemelä, född 16 januari 1959 i Raumo, är en finländsk bildkonstnär. 
Niemelä studerade 1982–1985 vid konstskolan i Kankaanpää och ställde ut första gången 1983. Utbildad till grafiker övergick han på 1980-talet till skulpturen. Han väckte i början av 1990-talet uppmärksamhet med sina rörliga tredimensionella ståltrådskompositioner i litet format, som belysta och projicerade i mörka rum bildade fascinerande, uppförstorade skuggeffekter. Han ställde 1996 ut ett tiotal belysta figurer av vit styroxplast, gjutna efter hans egen kropp, på flottar i Kumo älv i Björneborg. 
Niemelä har senare i sin lekfulla konst och sina utställningsinstallationer fört in små rörliga figurer drivna av motorer, samt med leksaker och bland annat leksakssoldater skapat en dualitet mellan barndom och vuxenhet, lek och allvar. Ljudet utgjorde en ny dimension i hans arbeten i slutet av 1990-talet. Några nyare arbeten från 2004 illustrerar kriget och Förintelsen från en personlig synvinkel. De viktigaste elementen i hans installationer har varit videoprojektioner i stort format av förstörda byggnader i miniatyrformat och krigsleksaker, åstadkomna med hjälp av bevakningskameror. Han har utfört offentliga arbeten bland annat för tunneln vid Dickursby järnvägsstation (1996), Vasa stadsbibliotek (2001), centrumskolan i Salo (2002) samt för en trafikrondell i Korso (2002). Niemelä, som tillhör konstnärsgruppen Maus & Orlovski, har undervisat vid olika konstskolor.